# Бляховня (гмина)
Бляховня (пол. Blachownia) — городско-сельская гмина (волость) в Польше, входит как административная единица в Ченстоховский повет, Силезское воеводство. Население — 13 383 человека (на 2004 год).

## Демография
| Перепись                       | Всего   | Всего | Женщины | Женщины | Мужчины | Мужчины |
| ------------------------------ | ------- | ----- | ------- | ------- | ------- | ------- |
| Единицы                        | человек | %     | человек | %       | человек | %       |
| Население                      | 13 383  | 100   | 7103    | 53,1    | 6280    | 46,9    |
| Плотность населения (чел./км²) | 199,1   | 199,1 | 105,7   | 105,7   | 93,4    | 93,4    |

## Соседние гмины
1. Ченстохова
2. Гмина Хербы
3. Гмина Конописка
4. Гмина Вренчица-Велька